# Partito per la Democrazia e il Socialismo/Metba
Il Partito per la Democrazia e il Socialismo/Metba (in francese: Parti pour la démocratie et le socialisme/Metba - PDS/Metba) è un partito politico burkinabè di orientamento socialista democratico nato nel 2012 dalla confluenza di tre distinti soggetti politici:
- il Partito per la Democrazia e il Socialismo di Hama Arba Diallo, fondato nel 2002;
- il Partito Africano per l'Indipendenza (Parti Africain de l'indépendance) di Philippe Ouédraogo, costituitosi nel 1963;
- la Lega Cittadina dei Costruttori (Ligue citoyenne des bâtisseurs) di Jean-Marie Sanou;
- Faso Metba di Etienne Traoré.

## Risultati
| Elezione                                        | Voti                                      | %                                         | Seggi                                     |
| Partito per la Democrazia e il Socialismo       | Partito per la Democrazia e il Socialismo | Partito per la Democrazia e il Socialismo | Partito per la Democrazia e il Socialismo |
| ----------------------------------------------- | ----------------------------------------- | ----------------------------------------- | ----------------------------------------- |
| Legislative 2002                                | 37.836                                    | 2,17                                      | 2 / 111                                   |
| Legislative 2007                                | 76.525                                    | 3,28                                      | 2 / 111                                   |
| Partito per la Democrazia e il Socialismo/Metba |                                           |                                           |                                           |
| Legislative 2012                                | 118.713                                   | 3,94                                      | 2 / 127                                   |
| Legislative 2015                                | 58.589                                    | 1,85                                      | 1 / 127                                   |
| Legislative 2020                                |                                           |                                           | 1 / 127                                   |